# Magia (canción de Álvaro Soler)
Magia es una canción del artista hispano-alemán Álvaro Soler. El tema fue lanzado como sencillo el 5 de marzo de 2021, y forma parte del tercer álbum de estudio Magia de Álvaro Soler que se estrenó el 9 de julio de 2021. El tema fue compuesto por Alexander Zuckowski, Simon Triebel, Jakke Erixson y por el cantante mismo Álvaro Tauchert Soler.

## Vídeo Musical
El vídeo musical para Magia se publicó en el canal oficial de Álvaro en Youtube, Álvaro Soler Vevo, el 5 de marzo de 2021. Las escenas, que representan a Álvaro en una jungla, se grabaron en la jardín botánica Biosphäre en Potsdam en enero de 2021.

## Posición en las listas
| Clasificación (2021)                   | Posición más alta |
| -------------------------------------- | ----------------- |
| Austria (Ö3 Austria Top 40)            | 21                |
| Bélgica (Ultratop 50 Flandes)          | 18                |
| Bélgica (Ultratop 50 Valonia)          | 12                |
| Alemania (Listas de GFK Entertainment) | 28                |
| Italia (FIMI)                          | 57                |
| Polonia (ZPAV)                         | 13                |
| Eslovaquia (Rádio Top 100)             | 9                 |
| España (PROMUSICAE)                    | 100               |
| Suiza (Schweizer Hitparade)            | 29                |

## Certificaciones
| País                   | Certificación | Unidades certificadas / ventas |
| ---------------------- | ------------- | ------------------------------ |
| Austria (IFPI Austria) | Oro           | 15 000                         |
| Alemania (BVMI)        | Oro           | 200 000                        |
| Italia (FIMI)          | Oro           | 35 000                         |
| España (PROMUSICAE)    | Oro           | 20 000                         |